# Wybory do Sejmu Śląskiego w 1922 roku
Wybory do Sejmu Śląskiego w 1922 roku – pierwsze wybory do Sejmu Śląskiego w Województwie Śląskim zarządzone dekretem Naczelnika Państwa z 29 lipca 1922 r. i przeprowadzone 24 września 1922 r. na podstawie rozporządzenia Ministra Spraw Wewnętrznych w związku ze Statutem Organicznym Województwa Śląskiego.

## Ordynacja wyborcza
Wybory do Sejmu Śląskiego I kadencji przeprowadzono zgodnie z ordynacją wyborczą do Sejmu Ustawodawczego w brzmieniu obowiązującym przy wyborach do Sejmu Śląskiego.

### Okręgi wyborcze
Dla przeprowadzenia wyborów obszar Województwa Śląskiego podzielono na trzy okręgi wyborcze, w których wybierano 48 posłów.
| Numer | Siedziba Głównej Komisji Wyborczej | Powiaty                                                       | Posłów |
| ----- | ---------------------------------- | ------------------------------------------------------------- | ------ |
| 1     | Cieszyn                            | cieszyński, m. Bielsko i powiat bielski, pszczyński, rybnicki | 18     |
| 2     | Katowice                           | m. Katowice i powiat katowicki, Ruda                          | 15     |
| 3     | Królewska Huta                     | m. Królewska Huta, świętochłowicki, tarnogórski, lubliniecki  | 15     |

### Głosowanie
Głosowanie odbywało się za pomocą kart do głosowania zawierających jedynie numer listy kandydatów, na którą wyborca oddawał głos. Wybory trwały od godziny 8 do 20 bez przerwy.

### Wyniki
Wybory wygrał Blok Narodowy (partie ChZJN) zdobywając około 1/3 głosów, około 129 tys. głosów. PPS zdobyła 17% (65 tys. głosów), NPR 14%. Partie niemieckie (oprócz socjalistów) zdobyły około 22% głosów, komuniści uzyskali 9 tys. głosów.
W Sejmie Śląskim w wyniku tych wyborów zasiadło 48 posłów w tym 18 z Bloku Narodowego, 8 z PPS, 7 z NPR, z niemieckiej Katolische Volkspartei 5, z Deutsche Partei 7, 2 socjalistów niemieckich i 1 poseł PSL „Piast”.
| Komitet                         | Głosy   | Głosy  | Mandaty | Mandaty |
| Komitet                         | Liczba  | %      | Liczba  | %       |
| ------------------------------- | ------- | ------ | ------- | ------- |
| Blok Narodowy                   | 129 679 | 33,54% | 18      | 37,50%  |
| Polska Partia Socjalistyczna    | 65 493  | 16,94% | 8       | 16,67%  |
| Narodowa Partia Robotnicza      | 55 198  | 14,28% | 7       | 14,58%  |
| Katholische Volkspartei         | 50 691  | 13,11% | 8       | 16,67%  |
| Deutsche Partei                 | 33 059  | 8,55%  | 4       | 8,33%   |
| Niemiecka Partia Socjalistyczna | 19 789  | 5,12%  | 2       | 4,17%   |
| Polskie Stronnictwo Ludowe      | 15 345  | 3,97%  | 1       | 2,08%   |
| Komuniści                       | 9 044   | 2,34%  | 0       | 0,00%   |
| Żydowska Partia Socjalistyczna  | 5 970   | 1,54%  | 0       | 0,00%   |
| Partia Żydowska                 | 1 813   | 0,47%  | 0       | 0,00%   |
| Schlesische Volkspartei         | 511     | 0,13%  | 0       | 0,00%   |
| Razem                           | 386 592 | 100%   | 48      | 100%    |